# Traiteur
Un traiteur est un restaurateur et plus généralement un professionnel des métiers de bouche (souvent un charcutier) qui vend des plats qu'il a préparés, en assurant éventuellement la livraison. Le traiteur organisateur de réceptions a pour métier l'organisation d'évènements gastronomiques, principalement des cocktails, des buffets et tout type de repas.

## Origine et définition
Le terme est attesté, au sens de « marchand qui fait la traite, qui négocie quelque chose » au Moyen Âge et au sens de « celui qui apprête, qui donne à manger pour de l'argent » depuis le XVIIe siècle.
Par métonymie, il s'agit également du traiteur organisateur de réceptions (TOR), qui prend soin de la gastronomie, des boissons, du personnel et du matériel. Dans ce cas, il peut aussi être propriétaire de salles de réception (appelées souvent « salon ») qu'il met à la disposition des convives, mais ne possède pas nécessairement une boutique sur rue. Par ailleurs, il se différencie du commerçant traiteur de proximité en termes de chiffre d'affaires et de clientèle cible.
Un traiteur organisateur de réceptions prévoit, selon un cahier des charges prédéfini, la conception, la fabrication et la mise en place d’une animation culinaire (repas, buffet ou banquet) dans le cadre d’un événement particulier tels que des soirées festives à caractère privé, des séminaires, congrès ou toute autre réunion à caractère professionnel,.

## Histoire
Sous l'Ancien Régime, c'est une profession plus respectable que celle de tavernier, qui ne vendait que du vin, de celle de rôtisseur ou celle de cabaretier, qui servait vin et repas complets, mais ce dernier parvenait toutefois à attirer toutes les classes sociales.
Les marchands de vin traiteurs, spécialisés à l'origine dans les noces et les banquets, supplantent au XVIIIe siècle tavernier, rôtisseur et cabaretier lorsqu'ils se mettent aussi à préparer les repas pour des clients fidèles ou de passage avant qu'ils ne soient, à leur tour, concurrencés par les restaurateurs à la fin du XVIIIe siècle

## France
En 2017, il y avait 10 090 traiteurs en France ; 71 % des clients des traiteurs étaient des entreprises privées et administrations ; 29% des clients des traiteurs étaient des particuliers. En 2014, 1 250 sociétés de « Traiteurs organisateurs de réception (TOR) » se partagent le marché, avec un chiffre d'affaires total de 1,4 milliard d'euros.

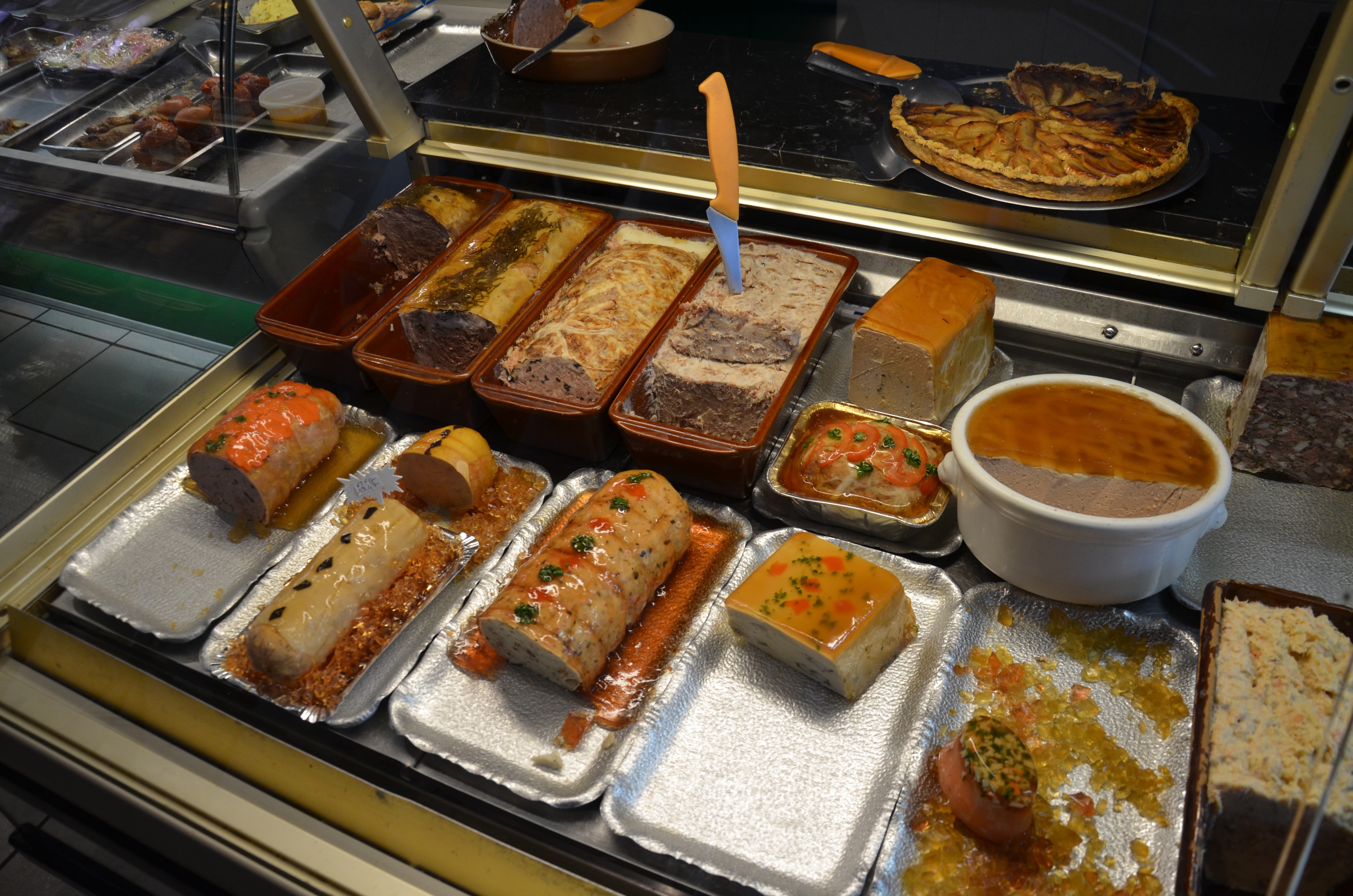
Étal de charcutier-traiteur en France.
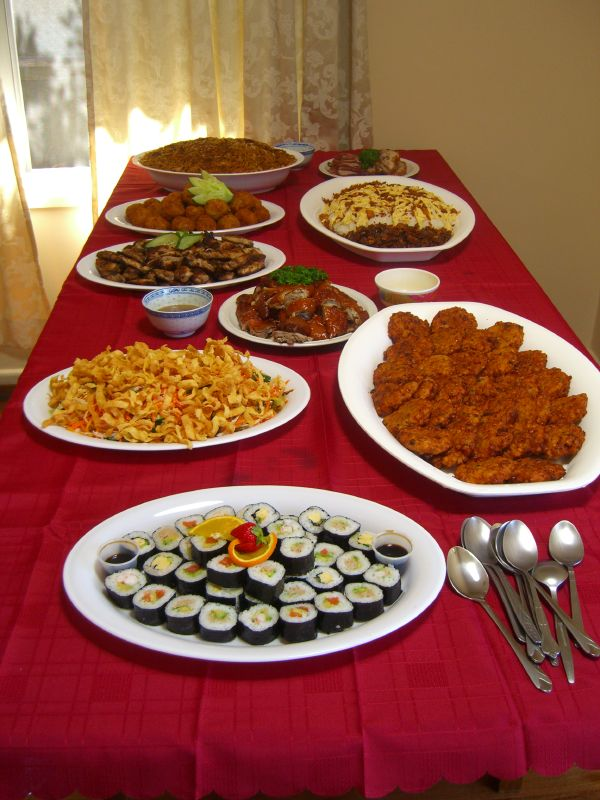
Mets asiatiques préparés par un traiteur.
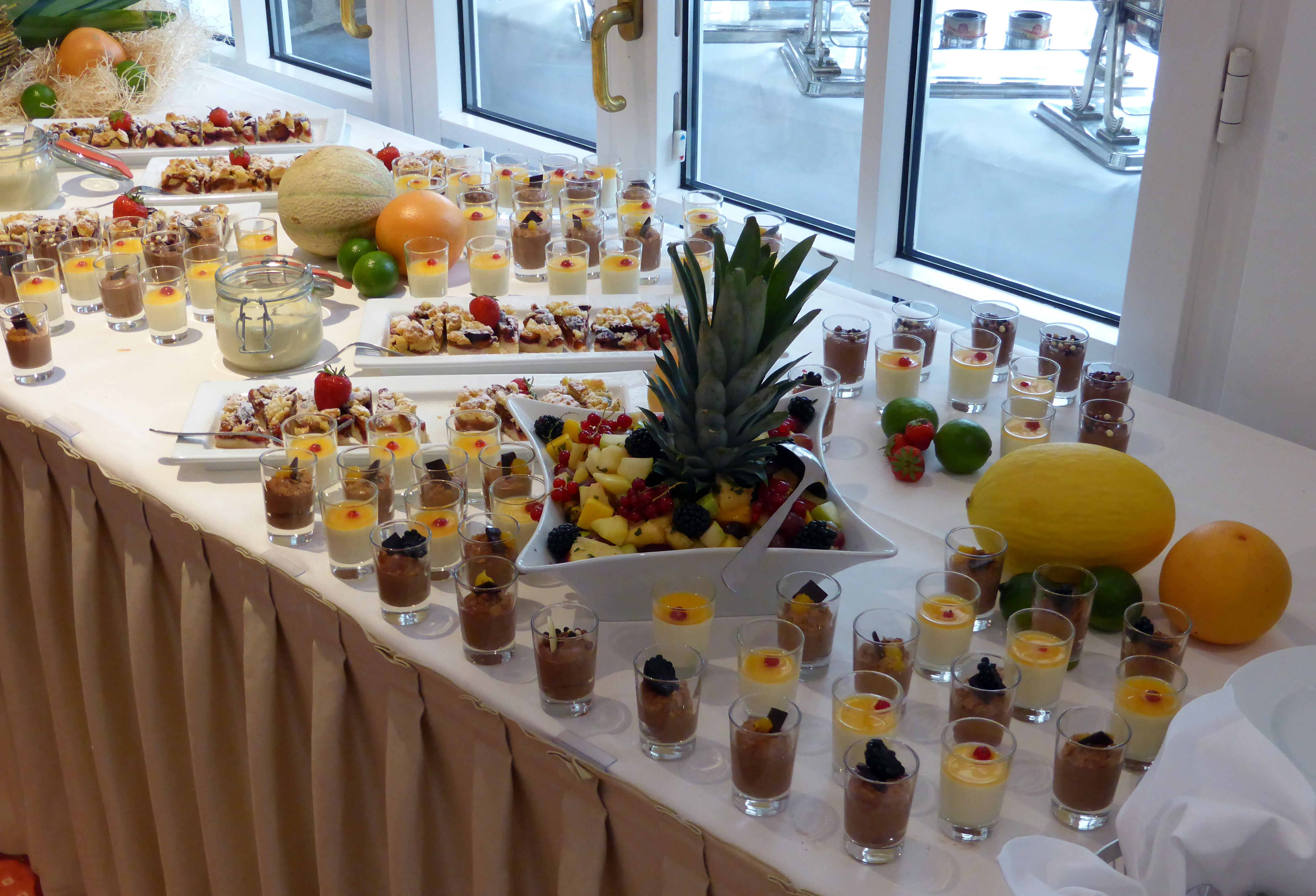
Table de buffet en Allemagne.